# Limnia severa
Limnia severa är en tvåvingeart som beskrevs av Cresson 1920. Limnia severa ingår i släktet Limnia och familjen kärrflugor. Inga underarter finns listade i Catalogue of Life.